# Cantons de les Landes
Els cantons de les Landes són 30 i s'agrupen en dos districtes:

## Districte de Dacs
(13 cantons - sotsprefectura: Dax) :

- cantó d'Amor
- cantó de Casteths
- cantó de Dacs-Nord
- cantó de Dacs-Sud
- cantó de Monthòrt
- cantó de Mugron
- cantó de Pèira Horada
- cantó de Polhon
- cantó de Saint-Martin-de-Seignanx
- cantó de Saint-Vincent-de-Tyrosse
- cantó de Soustons
- cantó de Tartas-Est
- cantó de Tartas-Oest

## Districte de Mont de Marsan
(17 cantons - prefectura: Mont-de-Marsan) :

- cantó d'Aira
- cantó de Gavarret
- cantó de Gèuna
- cantó de Granada d'Ador
- cantó de Hagetmau
- cantó de Labrit
- cantó de Mamisan
- cantó de Lo Mont-Nord
- cantó de Lo Mont-Sud
- cantó de Morcens
- cantó de Parentís
- cantó de Pissòs
- cantó de Ròcahòrt
- cantó de Sabres
- cantó de Sent Sever
- cantó de Sòra
- cantó de Vilanava de Marsan